# Кутинирпаак
Кутинирпаак е вторият по големина национален парк в Канада след националния парк Ууд Бъфало. Парка е създаден през 1988 г. и е с площ от 37 755 км2. Първоначално парка е известен като Национален парк Елсмир Айланд. Той е най-северният национален парк в Канада и най-северната земя в Северна Америка. Името му на инуитски означава „Върха на Света“. Достъпът до парка е само по въздух със самолет от Ризолют, Нунавут.
Кутинирпаак е една ледена пустиня с множество ледници и почти без никаква растителност. Растителният и животински свят е концентриран главно в долините около няколко термални езера. Срещат се най-вече зайци, мускусен бик, елени и вълци. В парка гнездят около 30 вида птици.
парка е един от най-малко посещаваните паркове в Канада, което се дължи главно на неговата отдалеченост и сурова природа.
Въпреки неблагоприятния климат, парка е обитаван от инуити от древни времена. В парка все още се намират останките на научноизследователската база Форт Конгър, създадена през 1881 г.